# Olympische Sommerspiele 1988/Leichtathletik – Diskuswurf (Männer)

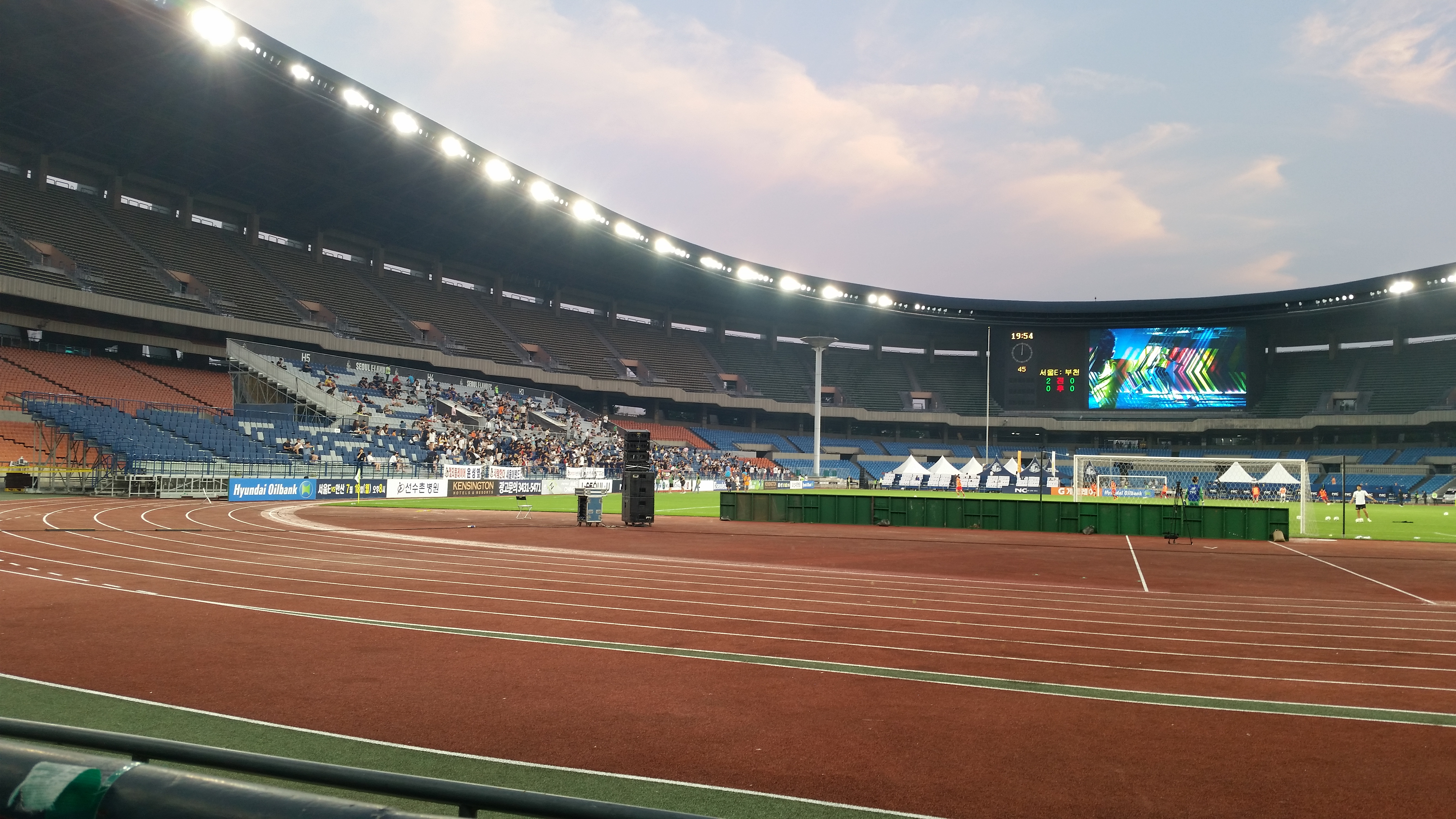
Innenraum des Olympiastadions im Jahr 2016

Der Diskuswurf der Männer bei den Olympischen Spielen 1988 in Seoul wurde am 30. September und 1. Oktober 1988 in zwei Runden im Olympiastadion Seoul ausgetragen. 29 Athleten nahmen teil.
Olympiasieger wurde Jürgen Schult aus der DDR. Er gewann vor Romas Ubartas aus der Sowjetunion und Rolf Danneberg aus der Bundesrepublik Deutschland.
Neben dem Medaillengewinner Danneberg gingen für die Bundesrepublik Deutschland Wulf Brunner und Alois Hannecker an den Start. Brunner scheiterte in der Qualifikation. Hannecker erreichte das Finale und belegte Rang acht.

Athleten aus der Schweiz, Österreich und Liechtenstein nahmen nicht teil.

## Aktuelle Titelträger
| Olympiasieger 1984                      | Rolf Danneberg ( BR Deutschland) | 66,60 m | Los Angeles 1984  |
| Weltmeister 1987                        | Jürgen Schult ( DDR)             | 68,74 m | Rom 1987          |
| Europameister 1986                      | Romas Ubartas ( Sowjetunion)     | 67,08 m | Stuttgart 1986    |
| Panamerikanischer Meister 1987          | Luis Delís ( Kuba)               | 67,14 m | Indianapolis 1987 |
| Zentralamerika und Karibik-Meister 1987 | Roberto Moya ( Kuba)             | 60,10 m | Caracas 1987      |
| Südamerika-Meister 1987                 | Carlos Brynner ( Argentinien)    | 55,34 m | São Paulo 1987    |
| Asienmeister 1987                       | Li Weinan ( Volksrepublik China) | 56,10 m | Singapur 1987     |
| Afrikameister 1988                      | Adewale Olukoju ( Nigeria)       | 62,12 m | Annaba 1988       |

## Rekorde

### Bestehende Rekorde
| Weltrekord         | 74,08 m | Jürgen Schult ( DDR) | Neubrandenburg, DDR (heute Deutschland) | 6. Juni 1986  |
| Olympischer Rekord | 68,28 m | Mac Wilkins ( USA)   | Qualifikation OS Montreal, Kanada       | 24. Juli 1976 |

### Rekordverbesserung
Olympiasieger Jürgen Schult aus der DDR verbesserte den bestehenden olympischen Rekord im Finale am 1. Oktober um 54 Zentimeter auf 68,82 m. Zu seinem eigenen Weltrekord fehlten ihm 5,26 m.

## Legende
Kurze Übersicht zur Bedeutung der Symbolik – so üblicherweise auch in sonstigen Veröffentlichungen verwendet:
| – | verzichtet |
| x | ungültig   |

## Qualifikation
Datum: 30. September 1988
Für die Qualifikation wurden die Athleten wurden in zwei Gruppen gelost. Drei von ihnen (hellblau unterlegt) übertrafen die direkte Finalqualifikationsweite von 64,00 m. Damit war die Mindestanzahl von zwölf Finalteilnehmern nicht erreicht. So wurde das Finalfeld mit neun weiteren Wettbewerbern aus beiden Gruppen (hellgrün unterlegt) über die nächstbesten Weiten auf zwölf Starter aufgefüllt. Für die Finalteilnahme reichten schließlich 61,34 m.

### Gruppe A

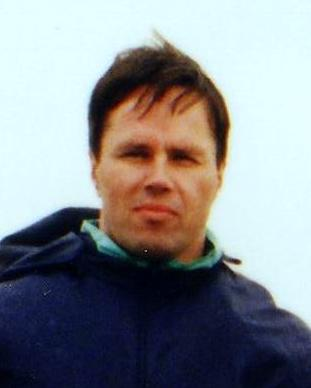
Svein Inge Valvik – ausgeschieden mit 60,64 m

9:30 Uhr
| Platz | Name                      | Nation           | 1. Versuch | 2. Versuch | 3. Versuch | Weite   |
| ----- | ------------------------- | ---------------- | ---------- | ---------- | ---------- | ------- |
| 1     | Mac Wilkins               | USA              | 62,48 m    | x          | 61,34 m    | 62,48 m |
| 2     | Juri Dumtschew            | Sowjetunion      | 61,30 m    | 60,24 m    | 62,08 m    | 62,08 m |
| 3     | Imrich Bugár              | Tschechoslowakei | 61,94 m    | 61,48 m    | 61,00 m    | 61,94 m |
| 4     | Georgi Georgiew           | Bulgarien        | 59,78 m    | 61,34 m    | x          | 61,34 m |
| 5     | Vaclavas Kidykas          | Sowjetunion      | 58,82 m    | 60,88 m    | x          | 60,88 m |
| 6     | Svein Inge Valvik         | Norwegen         | 59,40 m    | x          | 60,64 m    | 60,64 m |
| 7     | Werner Reiterer           | Australien       | x          | 57,58 m    | 59,78 m    | 59,78 m |
| 8     | Randall Heisler           | USA              | x          | x          | 59,08 m    | 59,08 m |
| 9     | Patrick Journoud          | Frankreich       | 58,94 m    | 57,62 m    | 55,82 m    | 58,94 m |
| 10    | Wulf Brunner              | BR Deutschland   | x          | 57,50 m    | x          | 57,50 m |
| 11    | Adewale Olukoju           | Nigeria          | 51,38 m    | 54,44 m    | 47,60 m    | 54,44 m |
| 12    | Henry Smith               | Westsamoa        | 47,96 m    | 49,40 m    | 48,98 m    | 49,40 m |
| 13    | Min Se-hun                | Südkorea         | x          | 46,52 m    | 47,84 m    | 47,84 m |
| NM    | Eggert Bogason            | Island           | x          | x          | x          | ogV     |
| NM    | Ibrahim Mohamed Al-Ouiran | Saudi-Arabien    | x          | x          | x          | ogV     |

### Gruppe B

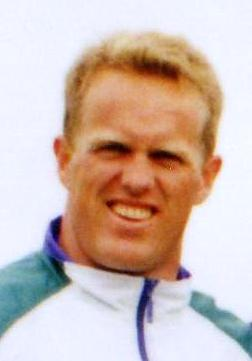
Vésteinn Hafsteinsson – ausgeschieden mit 58,94 m

11:00 Uhr
| Platz | Name                  | Nation           | 1. Versuch | 2. Versuch | 3. Versuch | Weite   |
| ----- | --------------------- | ---------------- | ---------- | ---------- | ---------- | ------- |
| 1     | Rolf Danneberg        | BR Deutschland   | 65,70 m    | –          | –          | 65,70 m |
| 2     | Romas Ubartas         | Sowjetunion      | 65,58 m    | –          | x          | 65,58 m |
| 3     | Jürgen Schult         | DDR              | 64,70 m    | –          | –          | 64,70 m |
| 4     | Knut Hjeltnes         | Norwegen         | 63,50 m    | 62,66 m    | x          | 63,50 m |
| 5     | Géjza Valent          | Tschechoslowakei | 61,88 m    | 62,84 m    | 63,46 m    | 63,46 m |
| 6     | Michael Buncic        | USA              | x          | 63,16 m    | x          | 63,16 m |
| 7     | Erik de Bruin         | Niederlande      | 58,56 m    | 60,72 m    | 61,66 m    | 61,66 m |
| 8     | Alois Hannecker       | BR Deutschland   | 61,44 m    | x          | x          | 61,44 m |
| 9     | Bradley Cooper        | Bahamas          | 59,74 m    | 56,88 m    | 56,44 m    | 59,74 m |
| 10    | Vésteinn Hafsteinsson | Island           | 58,94 m    | 57,10 m    | 55,70 m    | 58,94 m |
| 11    | Paul Mardle           | Großbritannien   | 57,18 m    | 56,06 m    | 58,28 m    | 58,28 m |
| 12    | Ray Lazdins           | Kanada           | 57,94 m    | x          | x          | 57,94 m |
| 13    | Ramón Jiménez-Gaona   | Paraguay         | 50,18 m    | 48,80 m    | 50,90 m    | 50,90 m |
| NM    | Mohamed Hamed Naguib  | Ägypten          | x          | –          | –          | ogV     |

## Finale

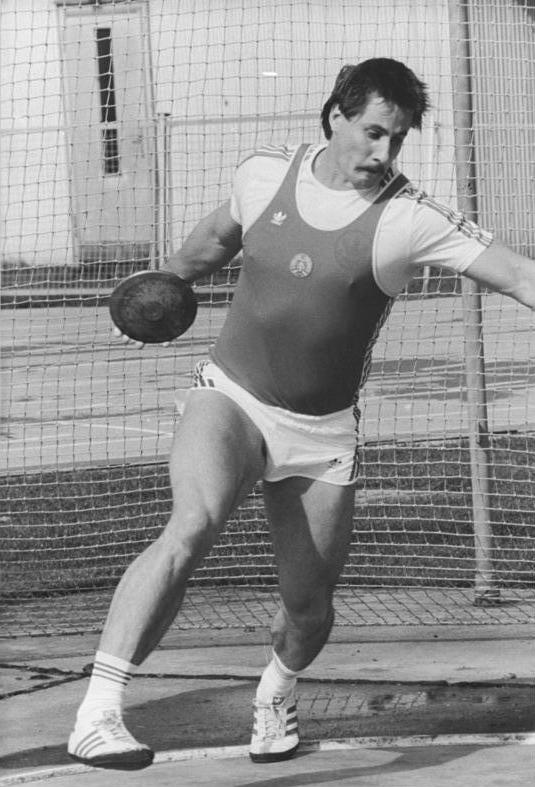
Gold für den Favoriten Jürgen Schult

Datum: 1. Oktober 1988, 12:45 Uhr
| Platz | Name            | Nation           | 1. Versuch | 2. Versuch | 3. Versuch | 4. Versuch                             | 5. Versuch                             | 6. Versuch                             | Endresultat | Anmerkung |
| ----- | --------------- | ---------------- | ---------- | ---------- | ---------- | -------------------------------------- | -------------------------------------- | -------------------------------------- | ----------- | --------- |
| 1     | Jürgen Schult   | DDR              | 68,82 m OR | 67,92 m    | 65,76 m    | 68,18 m                                | 65,70 m                                | 68,26 m                                | 68,82 m     | OR        |
| 2     | Romas Ubartas   | Sowjetunion      | 66,86 m    | 66,20 m    | 66,24 m    | 64,40 m                                | 63,74 m                                | 67,48 m                                | 67,48 m     |           |
| 3     | Rolf Danneberg  | BR Deutschland   | 65,58 m    | 63,60 m    | x          | 63,88 m                                | 67,38 m                                | 62,56 m                                | 67,38 m     |           |
| 4     | Juri Dumtschew  | Sowjetunion      | 64,00 m    | 63,74 m    | 63,54 m    | 63,66 m                                | 62,86 m                                | 66,42 m                                | 66,42 m     |           |
| 5     | Mac Wilkins     | USA              | 61,88 m    | x          | 65,12 m    | 63,84 m                                | 65,90 m                                | 62,96 m                                | 65,90 m     |           |
| 6     | Géjza Valent    | Tschechoslowakei | x          | 63,36 m    | 62,46 m    | 62,80 m                                | 64,28 m                                | 65,80 m                                | 65,80 m     |           |
| 7     | Knut Hjeltnes   | Norwegen         | 63,30 m    | x          | 64,10 m    | 64,94 m                                | 63,22 m                                | x                                      | 64,94 m     |           |
| 8     | Alois Hannecker | BR Deutschland   | 60,28 m    | 62,50 m    | 63,28 m    | 60,94 m                                | 61,54 m                                | x                                      | 63,28 m     |           |
|       |                 |                  |            |            |            |                                        |                                        |                                        |             |           |
| 9     | Erik de Bruin   | Niederlande      | 63,06 m    | x          | x          | nicht im Finale der besten acht Werfer | nicht im Finale der besten acht Werfer | nicht im Finale der besten acht Werfer | 63,06 m     |           |
| 10    | Michael Buncic  | USA              | 62,46 m    | x          | x          | nicht im Finale der besten acht Werfer | nicht im Finale der besten acht Werfer | nicht im Finale der besten acht Werfer | 62,46 m     |           |
| 11    | Georgi Georgiew | Bulgarien        | 61,24 m    | 61,12 m    | 59,66 m    | nicht im Finale der besten acht Werfer | nicht im Finale der besten acht Werfer | nicht im Finale der besten acht Werfer | 61,24 m     |           |
| 12    | Imrich Bugár    | Tschechoslowakei | 59,60 m    | x          | 60,88 m    | nicht im Finale der besten acht Werfer | nicht im Finale der besten acht Werfer | nicht im Finale der besten acht Werfer | 60,88 m     |           |

Für das Finale hatten sich zwölf Athleten qualifiziert, drei von ihnen über die geforderte Qualifikationsweite. Das Finalteilnehmerfeld bestand aus jeweils zwei Athleten aus den USA, der Bundesrepublik Deutschland, der Sowjetunion und der Tschechoslowakei. Außerdem war jeweils ein Werfer aus Bulgarien, der DDR, den Niederlanden und Norwegen dabei.
Weltmeister und Weltrekordhalter Jürgen Schult aus der DDR war der Favorit im Feld. Als seine aussichtsreichsten Konkurrenten wurden der sowjetische Europameister Romas Ubartas und der Olympiasieger von 1984 Rolf Danneberg aus der Bundesrepublik Deutschland eingeschätzt. Bedingt durch den Olympiaboykott seines Landes fehlte der starke kubanische WM-Dritte Luis Delís.
Gleich im ersten Versuch erzielte Jürgen Schult 68,82 m, was neuen Olympiarekord und schließlich auch die Goldmedaille bedeutete. Mit vier seiner sechs Versuche übertraf Schult die Bestweite des zweitplatzierten Romas Ubartas, der im letzten Versuch 67,48 m erreichte und damit die Silbermedaille gewann. Mit diesem Wurf verdrängte er Rolf Danneberg auf den Bronzeplatz, dem im vorletzten Versuch 67,38 m gelungen waren. Juri Dumtschew aus der UdSSR wurde einen knappen Meter hinter Danneberg Vierter und der Olympiasieger von 1976 Mac Wilkins, USA, erreichte einen weiteren halben Meter zurück den fünften Rang zehn Zentimeter vor dem Tschechoslowaken Gejza Valent.

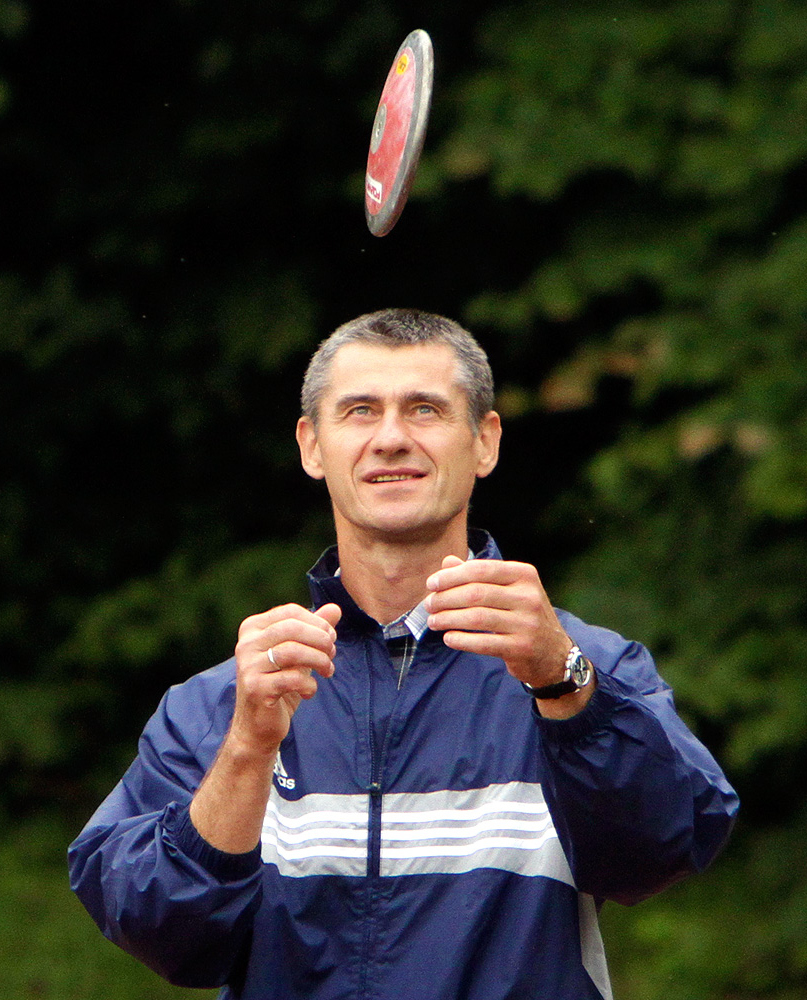
Silbermedaillengewinner Romas Ubartas (hier im Jahr 2011)
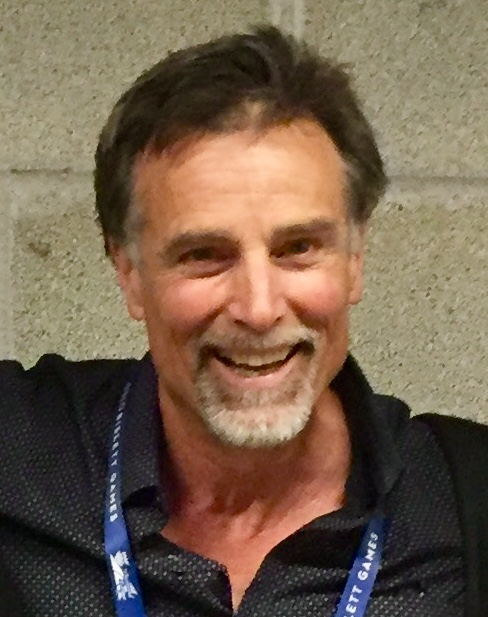
Mac Wilkins (Foto: 2018), Olympiasieger von 1976, belegte Rang fünf
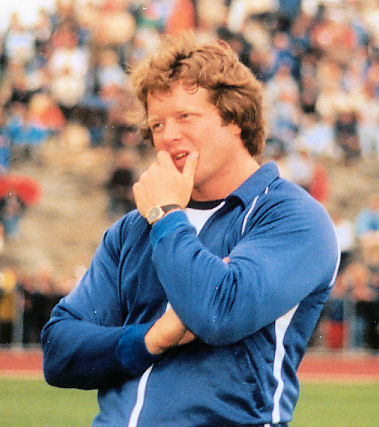
Knut Hjeltnes kam auf den siebten Platz
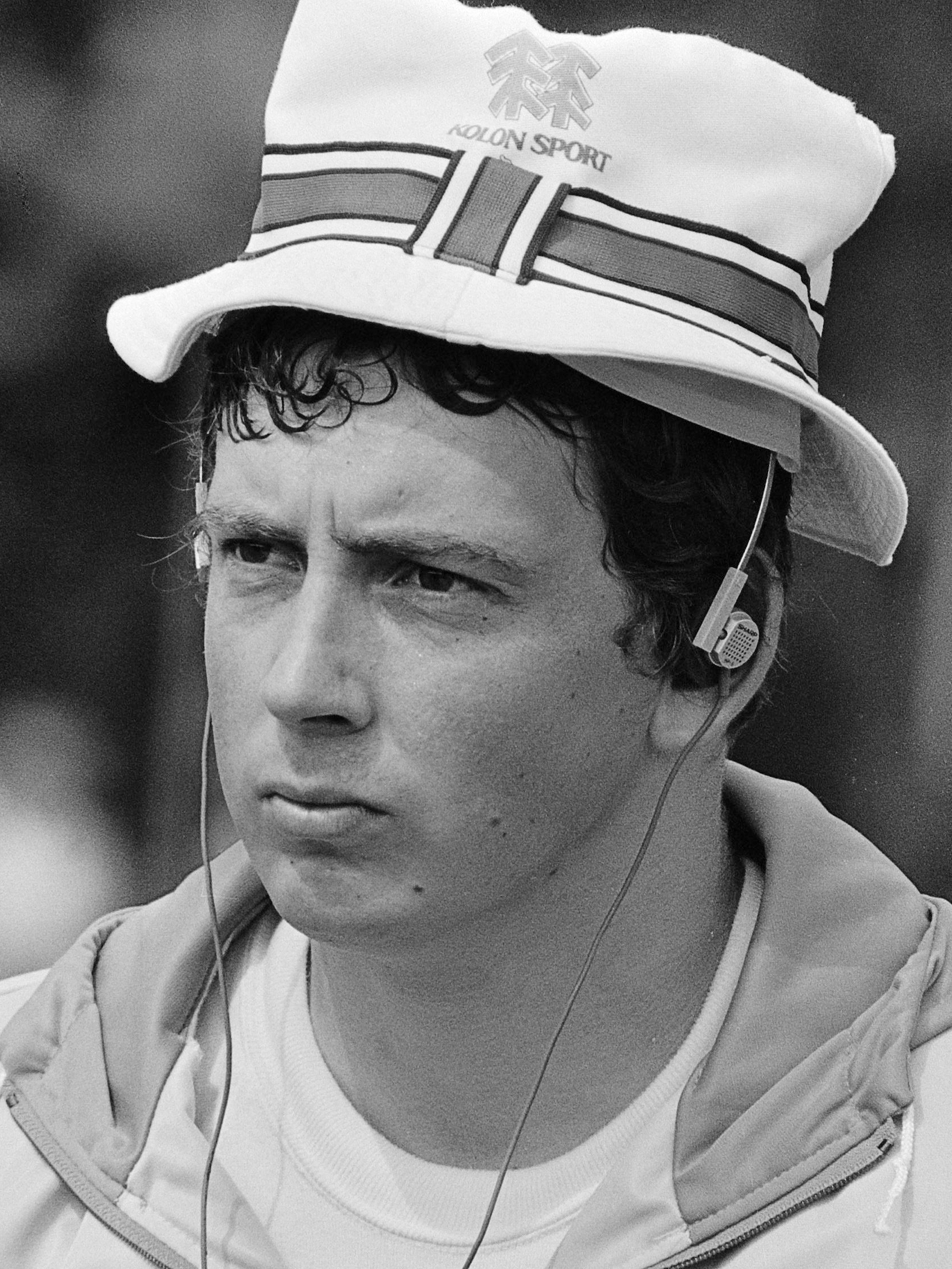
Erik de Bruin erreichte im Finale den neunten Platz
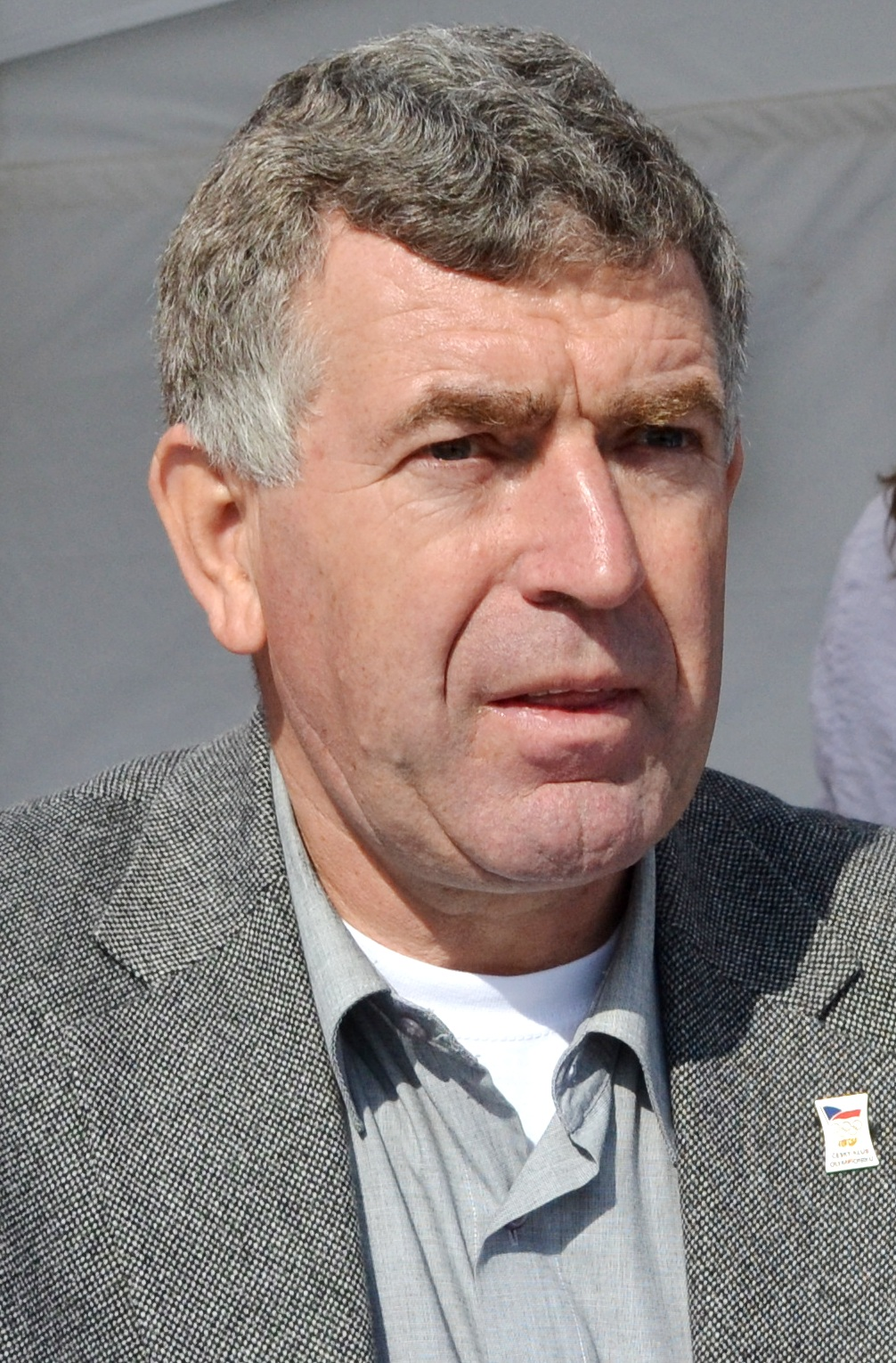
Rang zwölf für den Europameister von 1982 und Weltmeister von 1983 Imrich Bugár (Foto: 2013)

## Videolinks
- 1988 Men's discus throw Final Olympics Seoul, youtube.com, abgerufen am 2. Dezember 2021
- 1988 Olympics - Men's Discus Throw, youtube.com, abgerufen am 28. Januar 2018
- Jürgen Schult (DDR) Discus 1988 Olympics 68.82 meters (OR), youtube.com, abgerufen am 2. Dezember 2021